# Hiatus (geologi)
Hiatus är en geologiterm som innebär att en viss tidsperiod i jordens historia inte finns representerad i en specifik lagerföljd.
Denna lucka i lagerföljden kan orsakas av exempelvis en regression, det vill säga en allmän sänkning av havsnivån. Den kan även uppstå genom att avsatt material eroderar bort.